# جامعة سنغافورة الوطنية
جامعة سنغافورة الوطنية (بالإنجليزية: National University of Singapore) هي أقدم وأكبر جامعة في سنغافورة. تنتمي إلى التحالف الدولي لبحوث الجامعات. تقدم الجامعة برامج دراسية في تخصصات على مستوى الدراسة الجامعية والدراسات العليا، متضمنةً العلوم والطب وطب الأسنان والتصميم والبيئة والقانون والفنون والعلوم الاجتماعية والهندسة وإدارة الأعمال والحوسبة والموسيقا. يقع الحرم الجامعي الرئيسي لجامعة سنغافورة الوطنية بجوار منطقة كينت ريدج في كوينزتاون.
تقع كلية ديوك-نوس الطبية في حرم أوترام. يضم حرم بوكيت تيمه كلية الحقوق ومدرسة لي كوان يو للسياسة العامة. يشمل الباحثون وأعضاء الهيئة التدريسية المنتسبون إلى جامعة سنغافورة الوطنية فائزًا بجائزة نوبل وفائزًا بجائزة تانغ وفائزًا بجائزة فاوترين لود.

## تاريخ
في سبتمبر 1904، قاد تان جيك كيم مجموعة من ممثلي المجتمعات الصينية وغيرها من المجتمعات غير الأوروبية لتقديم عريضة إلى حاكم مستوطنات المضيق، سير جون أندرسون، لإنشاء مدرسة طبية في سنغافورة. أشار أندرسون إلى وجود عرائض سابقة لم تنجح بسبب القلق بشأن وجود عدد كافٍ من الطلاب والدعم من المجتمع المحلي. تمكن تان الذي كان أول رئيس لرابطة البريطانيين الصينيين في المضيق، من جمع 87,077 من دولار المضيق من المجتمع، متضمنًا تبرع شخصي بقيمة 12,000 دولار. في 3 يوليو 1905، تأسست مدرسة الطب وعُرفت باسم مدرسة الطب الحكومية لمستعمرات المضيق وولايات الملايو الاتحادية. وفقًا لتوجيهات أندرسون، استضيفت المدرسة مؤقتًا في مبنى أُفرغ مؤخرًا في مصحة تديرها الحكومة في باسير بانجانج مع توفير الطاقم اللازم لعمل المدرسة.
عام 1912، حصلت مدرسة الطب على منحة قدرها 120,000 دولار من صندوق تذكاري للملك إدوارد السابع، الذي أسسه الطبيب ليم بون كينغ. بعد ذلك، في 18 نوفمبر 1913، تغيّر اسم المدرسة إلى مدرسة الملك إدوارد السابع الطبية. عام 1921، تغيّر الاسم مرةً أخرى إلى كلية الملك إدوارد السابع للطب لتعكس وضعها الأكاديمي.
عام 1928، أُنشئت كلية رافلز، وهي مؤسسة منفصلة عن كلية الطب، لتعزيز التعليم في الفنون والعلوم الاجتماعية.

### جامعة مالايا في سنغافورة (1949–1962)
في 8 أكتوبر 1949، دُمجت كلية رافلز مع كلية الملك إدوارد السابع للطب لتشكيل جامعة مالايا. دُمجت المؤسستان لتلبية احتياجات التعليم العالي لاتحاد مالايا.
كان توسع جامعة مالايا سريعًا جدًا خلال العقد الأول من تأسيسها وأسفر عن إنشاء قسمين مستقلين عام 1959، أحدهما يقع في سنغافورة والآخر في كوالالمبور.

### جامعة نانيانغ (1955–1980)
في عام 1955، تأسست جامعة نانيانغ (المختصرة نان-تاه) في ظل المجتمع الصيني في سنغافورة.

### جامعة سنغافورة (1962-1980)
عام 1960، أبدت حكومتا اتحاد مالايا وسنغافورة حينها رغبتهما في تغيير وضع الأقسام إلى وضع جامعة وطنية. أُقر التشريع عام 1961، والذي أسس القسم السابق في كوالالمبور بوصفه جامعة مالايا، وأُعيد تسمية قسم سنغافورة إلى جامعة سنغافورة في يناير 1962.

### الشكل الحالي
تأسست جامعة سنغافورة الوطنية من خلال دمج جامعة سنغافورة وجامعة نانيانغ في 6 أغسطس 1980. تم ذلك جزئيًا بسبب رغبة الحكومة في دمج موارد المؤسستين في كيان واحد أقوى وتعزيز اللغة الإنجليزية بوصفها لغة التعليم الأساسية في سنغافورة. دُمج شعار جامعة نانيانغ الأصلي الذي يحتوي على ثلاث حلقات متداخلة في الشعار الجديد لجامعة سنغافورة الوطنية.
كانت معظم أقسام الجامعة تقع في حرم بوكيت تيمه، مع الانتقال التدريجي إلى موقع كينت ريدج الذي بدأ عام 1969 واكتمل عام 1986. بدأت جامعة سنغافورة الوطنية مساعيها لتعليم ريادة الأعمال في الثمانينيات، مع إنشاء مركز إدارة الابتكار وريادة الأعمال التقنية عام 1988. عام 2001، تغيّر اسمه إلى مركز ريادة الأعمال بجامعة سنغافورة الوطنية (NEC)، وأصبح جزءًا من مشروع جامعة سنغافورة الوطنية. يرأس مركز ريادة الأعمال بجامعة سنغافورة الوطنية حاليًا وونغ بوه كام، وتُنظَم أنشطته في أربعة مجالات، متضمنةً حاضنة الأعمال والتعليم التجريبي وتطوير ريادة الأعمال وأبحاث ريادة الأعمال.
تضم جامعة سنغافورة الوطنية 17 كليةً ومدرسةً عبر ثلاثة مواقع في سنغافورة وهي: كينت ريدج وبوكيت تيمه وأوتام. وتتعاون جامعة سنغافورة الوطنية مع العديد من الجامعات الأخرى حول العالم، مثل جامعة هارفارد وجامعة ييل وجامعة كاليفورنيا في لوس أنجلوس ومعهد جورجيا للتكنولوجيا.
تتميز جامعة سنغافورة الوطنية بمجموعة متنوعة من الطلاب وأعضاء الهيئة التدريسية الذين ينتمون إلى جنسيات أجنبية مختلفة. يشكل الأجانب 65% من أعضاء الهيئة التدريسية والموظفين، ما يجعلها في المرتبة الثالثة (متعادلة مع جامعة نانيانغ التكنولوجية) من حيث التمثيل الأجنبي بين أعضاء الهيئة التدريسية في أفضل 100 جامعة وفقًا لتصنيف كيو إس. تظل واحدةً من بين عدد قليل من الجامعات في قائمة أفضل 100 جامعة تضم أكثر من 60% من الهيئة التدريسية الأجنبية. بالمثل، يعد 36% أو 12,057 من الطلاب من جنسيات أجنبية، مع كون 62% منهم طلاب دراسات عليا.

## وصلات خارجية
- موقع جامعة سنغافورة الوطنية (باللغة الإنجليزية)